# Notación lorena
La notación lorena consiste en un tipo de escritura musical del Canto Gregoriano que surgió en una escuela del noroeste de Francia en la primera década del siglo X. Destaca principalmente por su gran riqueza de signos musicales, y como todas estas escuelas de esta época, consiste en una notación in campo aperto (sin pauta).
Se conoce también como notación mesina, por atribuirse su centro de difusión a la ciudad de Metz.

## Historia
A finales del siglo VIII, el repertorio del propio de la misa romano-franca ya está codificado, y se difundió por diversas zonas. Durante todo el siglo IX hubo diversos intentos de escritura musical, de los cuales se conservan varios fragmentos. A mediados de siglo se multiplican estos intentos de codificación musical, y en las primeras décadas del 900 aparecen manuscritos completamente notados mediante neumas (grafías que representaba los detalles rítmicos de la melodía).
Este movimiento tuvo lugar, más o menos, de forma simultánea en toda Europa.
En las primeras décadas del s. X d. C. surgió la Primera Generación de escrituras neumáticas, conocida como notación in campo aperto (sin pauta). Los neumas se colocaban en los espacios entre renglones. En ellas se indica la definición del número de notas y la dirección del movimiento melódico. Pese a esto, al no haber líneas de referencia, es una notación adiastemática (no precisa el valor exacto de los intervalos).
En esta primera generación de escrituras neumáticas del siglo X d. C. surge la notación lorena.

## Descripción
El manuscrito más importante conservado, y único testimonio completo descubierto, es un Gradual del año aproximadamente 930 (Laón, Bibliotheque Municipale 239). Su copista era consciente de la importancia de la altura de los sonidos (diastematía relativa). Además, esta notación indica una gran cantidad de detalles de interpretación, posiblemente porque el coro lo necesitaba al no ser tan bueno como el sangalense.
Sus signos básicos son:
- Uncinus: Nota de valor medio, equivalente a la virga y al tractulus de Saint GalLl. Cuando se alarga, aumenta su tamaño.
- Punctum: Nota más rápida.
- Pes: Sucesión de dos notas que indica un movimiento melódico ascendente.
- Clivis: Sucesión de dos notas que indica movimiento melódico descendente.
- Torculus: Sucesión de tres notas, que indica un ascenso y posteriormente un descenso melódico.
- Porrectus: Sucesión de tres notas que indican un descenso y luego un ascenso melódico.

Todas ellas pueden combinarse, dando lugar a nuevos nombres con una nueva representación gráfica y de notación cuadrada.
También utiliza letras significativas, similar a la que se emplea en Saint Gall, pero en menor medida:
- f: fastigium (techo, nota aguda)
- h: humiliter (más bajo)

Las primeras tablas de neumas son del siglo XI.